# Stazione di Kawachi-Yamamoto
La stazione di Kawachi-Yamamoto (河内山本駅?, Kawachi-Yamamoto-eki) è una stazione ferroviaria situata nella città di Yao, nella prefettura di Osaka, in Giappone, appartenente alle Ferrovie Kintetsu e servita dalla linea Kintetsu Ōsaka, e origine della breve ferrovia urbana linea Kintetsu Shigi.

## Linee
Ferrovie Kintetsu
● Linea Kintetsu Ōsaka
● Linea Kintetsu Shigi

## Aspetto
La stazione è realizzata in superficie, con due marciapiedi a isola e uno laterale con cinque binari, di cui quattro passanti e uno tronco (il binario 5, lungo il marciapiede laterale in direzione nord).
| 5   | ■ Linea Kintetsu Shigi | per Shigisan-guchi e Takayasuyama                            |
| 1   | ■ Linea Kintetsu Ōsaka | per Kawachi-Kokubu, Yamato-Yagi, Ise-Shima e Kintetsu Nagoya |
| 1   | ■ Linea Kintetsu Shigi | per Shigisan-guchi e Takayasuyama                            |
| 2   | ■ Linea Kintetsu Ōsaka | per Kawachi-Kokubu, Yamato-Yagi, Ise-Shima e Kintetsu Nagoya |
| 3-4 | ■ Linea Kintetsu Ōsaka | per Yao, Fuse, Tsuruhashi e Ōsaka Uehommachi                 |

## Stazioni adiacenti
| «                    | Servizio               | »                    |
| Linea Kintetsu Osaka | Linea Kintetsu Osaka   | Linea Kintetsu Osaka |
| -------------------- | ---------------------- | -------------------- |
| Kintetsu-Yao         | Locale                 | Takayasu             |
| Kintetsu-Yao         | Semiespresso           | Takayasu             |
| Kintetsu-Yao         | Semiespresso Sezionale | Takayasu             |
| Transito             | Espresso               | Transito             |
| Transito             | Espresso Rapido        | Transito             |
| Linea Kintetsu Shigi |                        |                      |
| Capolinea            | Locale                 | Hattorigawa          |